# Paul Hallgrimson
Paul Hallgrimson (* 6. Juli 1945; † 19. Mai 2020) war ein US-amerikanischer Basketballtrainer.

## Laufbahn
Hallgrimson spielte von 1963 bis 1965 Basketball und Baseball am Centralia College im US-Bundesstaat Washington. Anschließend spielte er Basketball an der Western Washington University.
Mitte der 1970er Jahre arbeitete er als Austauschlehrer in Grenzach und arbeitete während dieser Zeit auch als Basketballtrainer beim TV Grenzach. Der Lehrer für Deutsch und Sport ging in die USA zurück und arbeitete als Lehrer und Trainer an einer Schule in Bellingham (Bundesstaat Washington). 1977 unternahm er mit zwei Schülermannschaften aus Bellingham eine Deutschland-Reise und spielte dabei auch gegen Mannschaften des TV 1862 Langen. Später kam es zum Gegenbesuch in den Vereinigten Staaten. Bei der Trainersuche im Jahr 1979 wandten sich die Verantwortlichen des TV Langen an Hallgrimson und baten ihn um Hilfe bei der Vermittlung eines Trainers aus den Vereinigten Staaten. Letztlich trat Hallgrimson selbst die Stelle in Langen an und übte ab der Saison 1979/80 das Amt des Cheftrainers bei der Zweitliga-Herrenmannschaft der Hessen aus. In einem Aufstiegsturnier im Juni 1981 führte er Langen in die Basketball-Bundesliga. Nach der Bundesliga-Saison 1981/82, in der der Klassenverbleib verpasst wurde, beendete er seine Trainertätigkeit in Langen, da diese mit seinen hauptberuflichen Verpflichtungen bei einem Unternehmen in Langen nicht mehr vereinbar war. Später war er in Langen auch Jugendtrainer und betreute die zweite Herrenmannschaft des Vereins. Er blieb insgesamt 13 Jahre in Langen.

## Privates
Seine Söhne Markus und Daniel spielten Basketball im Profibereich. Mit seinem Sohn Markus leitete er eine Firma, die Schülern Kontakte zu Schulen in den Vereinigten Staaten vermittelte, um dort ein Austauschjahr zu verbringen. Durch die Vermittlung von Paul Hallgrimson gelangten unter anderem Konrad Wysocki und Dshamal Schötz in die USA.